# Карі Макконен
Карі Макконен (фін. Kari Makkonen, нар. 20 січня 1955, Гар'явалта) — колишній фінський хокеїст, що грав на позиції крайнього нападника. Грав за збірну команду Фінляндії.

## Ігрова кар'єра
Хокейну кар'єру розпочав на батьківщині 1974 року виступами за команду «Ессят».
1975 року був обраний на драфті НХЛ під 194-м загальним номером командою «Нью-Йорк Айлендерс». 
Протягом професійної клубної ігрової кар'єри, що тривала 18 років, захищав кольори команд «Ессят» та «Едмонтон Ойлерс».
Був гравцем молодіжної збірної Фінляндії, у складі якої брав участь у 5 іграх. Виступав за дорослу збірну Фінляндії, провів 75 ігор в її складі.

## Тренерська кар'єра
Тренував фінські клуби «Сейняйокі» та «Котка» з нижчих дивізіонів. 
Також був головним тренером клубу «Ессят» та асистентом у клубах «Лукко» та «Таппара».
З 2007 по 2009 очолював «Міккелі Юкуріт».

## Нагороди та досягнення
Чемпіон Фінляндії в складі «Ессят» — 1978.

## Статистика

### Клубні виступи
| Сезон            | Клуб              | Ліга             | Регулярний сезон | Регулярний сезон | Регулярний сезон | Регулярний сезон | Регулярний сезон | Плей-оф | Плей-оф | Плей-оф | Плей-оф | Плей-оф |
| Сезон            | Клуб              | Ліга             | І                | Г                | П                | О                | ШХ               | І       | Г       | П       | О       | ШХ      |
| ---------------- | ----------------- | ---------------- | ---------------- | ---------------- | ---------------- | ---------------- | ---------------- | ------- | ------- | ------- | ------- | ------- |
| 1974–75          | «Ессят»           | СМ-Л             | 36               | 5                | 5                | 10               | 8                | —       | —       | —       | —       | —       |
| 1975–76          | «Ессят»           | СМ-Л             | 36               | 24               | 15               | 39               | 25               | 4       | 1       | 2       | 3       | 2       |
| 1976–77          | «Ессят»           | СМ-Л             | 36               | 17               | 20               | 37               | 18               | —       | —       | —       | —       | —       |
| 1977–78          | «Ессят»           | СМ-Л             | 39               | 19               | 25               | 44               | 28               | 9       | 4       | 5       | 9       | 9       |
| 1978–79          | «Ессят»           | СМ-Л             | 36               | 36               | 18               | 54               | 55               | 1       | 0       | 0       | 0       | 0       |
| 1979–80          | «Едмонтон Ойлерс» | НХЛ              | 9                | 2                | 2                | 4                | 0                | —       | —       | —       | —       | —       |
| 1979–80          | «Х'юстон Аполлос» | ЦПХЛ             | 16               | 5                | 5                | 10               | 2                | —       | —       | —       | —       | —       |
| 1980–81          | «Ессят»           | СМ-Л             | 36               | 19               | 21               | 40               | 20               | 1       | 0       | 0       | 0       | 0       |
| 1981–82          | «Ессят»           | СМ-Л             | 36               | 24               | 20               | 44               | 12               | 9       | 5       | 4       | 9       | 0       |
| 1982–83          | «Ессят»           | СМ-Л             | 35               | 14               | 18               | 32               | 22               | —       | —       | —       | —       | —       |
| 1983–84          | «Ессят»           | СМ-Л             | 37               | 27               | 15               | 42               | 28               | 9       | 3       | 4       | 7       | 19      |
| 1984–85          | «Ессят»           | СМ-Л             | 36               | 18               | 20               | 38               | 32               | 8       | 6       | 4       | 10      | 6       |
| 1985–86          | «Ессят»           | СМ-Л             | 34               | 23               | 26               | 49               | 24               | —       | —       | —       | —       | —       |
| 1986–87          | «Ессят»           | СМ-Л             | 43               | 14               | 22               | 36               | 20               | —       | —       | —       | —       | —       |
| 1987–88          | «Ессят»           | СМ-Л             | 43               | 21               | 16               | 37               | 36               | —       | —       | —       | —       | —       |
| 1988–89          | «Ессят»           | СМ-Л             | 42               | 16               | 24               | 40               | 20               | —       | —       | —       | —       | —       |
| 1989–90          | «Ессят»           | I-Див            | 44               | 31               | 52               | 83               | 18               | 3       | 3       | 3       | 6       | 2       |
| 1990–91          | «Ессят»           | СМ-Л             | 43               | 9                | 24               | 33               | 20               | —       | —       | —       | —       | —       |
| Усього в СМ-Лізі | Усього в СМ-Лізі  | Усього в СМ-Лізі | 568              | 268              | 289              | 575              | 368              | 41      | 19      | 19      | 38      | 36      |

### Збірна
| Рік                | Команда            | Турнір             | І  | Г  | П  | О  | ШХ |
| ------------------ | ------------------ | ------------------ | -- | -- | -- | -- | -- |
| 1975               | Фінляндія          | МЧС                | 5  | 2  | 2  | 4  | 4  |
| 1976               | Фінляндія          | ЧС                 | 10 | 3  | 3  | 6  | 6  |
| 1976               | Фінляндія          | КК                 | 5  | 3  | 1  | 4  | 2  |
| 1977               | Фінляндія          | ЧС                 | 10 | 4  | 4  | 8  | 2  |
| 1978               | Фінляндія          | ЧС                 | 10 | 1  | 0  | 1  | 4  |
| 1981               | Фінляндія          | КК                 | 3  | 0  | 0  | 0  | 0  |
| 1982               | Фінляндія          | ЧС                 | 7  | 2  | 2  | 4  | 2  |
| 1983               | Фінляндія          | ЧС                 | 10 | 1  | 1  | 2  | 8  |
| 1985               | Фінляндія          | ЧС                 | 10 | 1  | 0  | 1  | 4  |
| 1986               | Фінляндія          | ЧС                 | 10 | 4  | 2  | 6  | 10 |
| Молодіжна збірна   | Молодіжна збірна   | Молодіжна збірна   | 5  | 2  | 2  | 4  | 4  |
| Національна збірна | Національна збірна | Національна збірна | 75 | 19 | 13 | 32 | 40 |